# Enric II de Reuss-Gera
Enric II de Reuss-Gera (en alemany Heinrich II Reuß zu Gera) va néixer a Gera el 10 de juny de 1572 i va morir a la mateixa ciutat el 13 de desembre de 1635. Era una noble alemany, l'únic fill i pòstum d'Enric XVI (1530-1572) i de Dorotea de Solms-Laubach (1547-1595).
Senyor de Lobenstein i de Kranichfeld, va ser el fundador de la línia jove de la Casa de Reuss. Com a governant esmerçà bona part dels seus esforços en promoure l'educació, per la qual cosa creà a Gera l'Institut Rutheneum. En contra del Consell assessor teològic va acollir refugiats calvinistes procedents de Flandes, fet que va propiciar un ressorgiment econòmic, sobretot gràcies a la producció de llana.

## Matrimoni i fills
El 7 de febrer de 1594 es va casar amb Magdalena de Hohenlohe-Neuenstein (1572-1596), filla del comte Wolfgang (1546-1610) i de Magdalena de Nassau-Dillenburg (1547-1633), amb qui va tenir una filla:
- Dorotea Magdalena (1595-1640), casada amb Jordi II de Kirchberg (1569-1641).

Havent enviudat, tres anys després es casà amb Magdalena de Schwarzburg-Rudolstadt (1580-1652), filla del comte Albert VII (1537-1605) i de Juliana de Nassau-Dillenburg (1545-1588). Fruit d'aquest matrimoni nasqueren: 
- Juliana Maria (1598-1650), casada amb David de Mansfeld-Schraplau.
- Enric I, nascut i mort el 1599.
- Agnès (1600-1642), casada amb Ernest Lluís de Mansfeld-Heldrungen.
- Elisabet Magdalena (1601-1641).
- Enric II (1602-1670), casat amb Caterina Elisabet de Schwarzburg-Arnstadt (1617-1701).
- Enric III (1603-1640), casat amb Juliana Elisabet de Salm-Neufviller (1602-1653).
- Enric IV (1604-1628).
- Enric V, nascut i mort el 1606.
- Enric VI, nascut i mort el 1606.
- Sofia Hedwig (1608-1653).
- Dorotea Sibil·la (1609-1631), casada amb Cristià Schenk de Tautenburg (1599-1647).
- Enric VII (1610-1611).
- Enric VIII, nascut i mort el 1613.
- Anna Caterina (1615-1682).
- Enric IX (1616-1666).
- Ernestina (1618-1650), casada amb Otó Albert de Schonburg-Glauchau (1601-1681).
- Enric X (1621-1671), casat amb Maria Sibil·la de Reuss-Obergreiz (1625-1675).